# Eisteddfod Genedlaethol

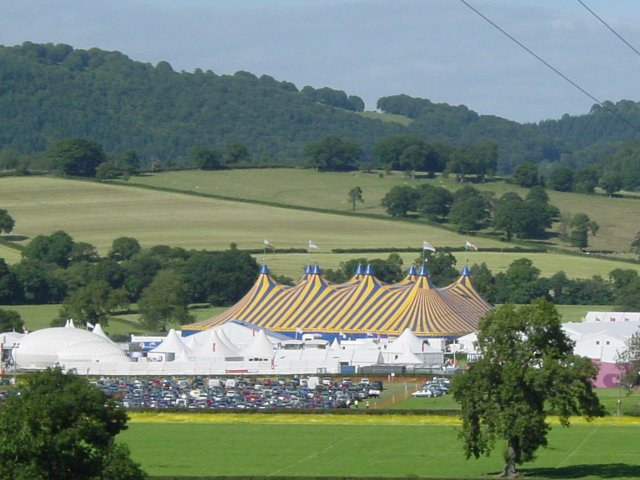
Vue d'ensemble en 2003

L’Eisteddfod Genedlaethol est un festival annuel culturel et littéraire d'une grande ampleur, en langue galloise, se déroulant au pays de Galles. Il dure une semaine, normalement la première semaine d'août. 

## Histoire
La première eisteddfod aurait été organisée en 1176  par un  seigneur Rhys dans son château de Cardigan où il invita des poètes et musiciens de tout le pays de Galles. Les meilleurs avaient droit à une chaise à la table seigneuriale. 
Par la suite, de nombreuses eisteddfodau ont eu lieu au pays de Galles sous le patronage de la noblesse.
Au début du XIXe siècle une eisteddfod historique se tint en 1867  à Carmarthen, à l’Ivy Bush Inn et le Gorsedd des bardes gallois y fut associé. 
En 1880, la société de l’Eisteddfod Genedlaethol fut créée avec pour mission d'organiser un festival annuel qui se tiendrait en alternance au nord et au sud du pays. La mission a été remplie, et seules les années 1914, 1940, 2020 et 2021 ne connurent pas d'eisteddfod. (Des compétitions à distance eurent lieu par radio en 1940 et sur internet en 2021.)

## L'Eisteddfod d'aujourd'hui
On y trouve :
- des compétitions de chant, individuel et choral, de déclamation, pour tous les âges ;
- des concours de poésie, avec des cérémonies pour les deux concours principaux, l'une où est couronné le barde, et l'autre où el barde se voit offrir une chaise sculptée ;
- des concerts dans tous les genres musicaux (classique, rock) ;
- des représentations théâtrales ;
- des conférences.